# La Chanson de l'aube
Pour plus de détails, voir Fiche technique et Distribution.
La Chanson de l'aube (朝やけの詩, Asayake no uta) est un film japonais réalisé par Kei Kumai, sorti en 1973.

## Synopsis
Un fermier et des villageois luttent pour protéger leur région contre des investisseurs fonciers.

## Fiche technique
- Titre : La Chanson de l'aube[1]
- Titre original : 朝やけの詩 (Asayake no uta?)
- Réalisation : Kei Kumai
- Scénario : Akiko Katsura, Kei Kumai et Hisashi Yamanouchi
- Musique : Teizō Matsumura
- Photographie : Kōzō Okazaki
- Décors : Takeharu Sakaguchi
- Montage : Tatsuji Nakashizu
- Sociétés de production : Haiyusa Film Productions et Tōhō
- Pays de production :  Japon
- Langue originale : japonais
- Genre : drame
- Durée : 130 minutes
- Dates de sortie : 
  - Japon : 27 octobre 1973[2]

## Distribution
- Tatsuya Nakadai : Sakuzo
- Kin'ya Kitaōji : Asao, l'amant de Haruko
- Keiko Takahashi : Haruko, la fille de Sakuzo
- Shin Saburi : Inashiro
- Natsuyo Kawakami
- Hiroyuki Kawase : Kazuo
- Yōsuke Kondō : Koyama
- Kappei Matsumoto
- Mariko Nonaka
- Yukiko Takabayashi

## Distinctions
Le film a été nommé en sélection officielle en compétition lors de la Berlinale 1974,.